# Left 4 Dead
Left 4 Dead är ett kooperativt datorspel inom genren överlevnadsskräck. Spelet släpptes som en nedladdningsbar version den 17 november 2008 för Microsoft Windows. Den 18 november 2008 släpptes spelet även som en fysisk version (optisk skiva) för Windows och Xbox 360 i Nordamerika och Australien, samt den 21 november 2008 i Europa. Spelet utvecklades av Valve South och gavs ut av Valve Corporation.
Eftersom Left 4 Dead är ett kooperativt överlevnadsspel, är det huvudsakligen menat för ett flerspelarläge, men det går även att spela i enspelarläge med och mot bottar. Spelet handlar om fyra huvudpersoner, kallade "överlevare", som under efterdyningar av ett zombieutbrott får kämpa sig mot de så kallade "smittade". Det finns olika spellägen, och beroende på vilket kan det vara upp till åtta spelare samtidigt.
Spelet utvecklades av Turtle Rock Studios och Valve Corporation, ett samarbete som tidigare producerat Counter-Strike: Condition Zero samt flera kartor till Counter-Strike: Source. Left 4 Dead använder sig av Valves spelmotor Source och fysikmotorn Havok, vilket medför att spelet innehåller realistisk fysik. Detta demonstreras bland annat av en av de zombieliknande spelklasserna, som kan slänga bilar och andra tunga objekt på andra spelare.
När Left 4 Dead släpptes fick det ett gott mottagande av spelbranschen, med beröm för sitt återspelningsvärde, fokus på samarbetsspel och filminspirerade upplevelse. Dock riktades kritik mot begränsade valmöjligheter och bristande berättelse. Spelet har vunnit flera utmärkelser, bland annat från AIAS och BAFTA.
Den 17 november 2009 släppets en uppföljare, Left 4 Dead 2, och den 27 oktober 2010 släpptes Left 4 Dead för Mac OS, vilket också möjliggjorde multiplattform för flerspelarläget mellan Windows och Mac (alltså att Windows- och Macspelare kan spela tillsammans). I juli 2012 hade alla Left 4 Dead-kampanjer porterats till Left 4 Dead 2.

## Handling
Pennsylvania lider av ett utbrott, kallat grön influensa. Denna influensa är en mycket smittsam patogen som orsakar extrem aggression, mutation i kroppsceller och förlust av viktiga hjärnfunktioner. Med andra ord, de som får influensan blir zombifierade. Två veckor efter den första infektionen återstår fyra överlevare, vilka är Vietnamveteran William Bill Overbeck, högskolestudenten Zoey, IT-analytikern Louis samt den kriminelle MC-gängmedlemmen Francis. Genom deras väg i staden Fairfield upptäcker de att infektionen, eller smittan, håller på att skapa ytterligare farligare mutationer. Efter att smärtsamt flytt undan horder av smittade, får överlevarna, av en förbipasserande helikopter, budskapet att evakuera till ett närliggande sjukhustak. Överlevarna får kämpa sig igenom stadens gator, tunnelbanor och avlopp, för att ta sig till sjukhusets tak. Där blir de räddade av helikoptern som plockar upp dem. Dock upptäcker överlevarna att piloten är även smittad.
Zoey tvingas döda piloten, vilket gör att de kraschlandar i ett industriområde utanför staden. Där hittar de en pansrad leveransbil som de transporterar sig till staden Riverside. En längre bit på vägen finner de att den är blockerad, och reser resten av vägen till fots. Väl framme möter de en smittad galning i den lokala kyrkan. De upptäcker också att Riverside är överflödad av smittade, så de bestämmer sig för att gå till ett närliggande båthus, där de kallar på räddning. Ett litet fiskefartyg kommer till undsättning, och tar överlevarna till andra sidan floden, där staden Newburg står i flammor. De börjar med att ta skydd i ett stort växthus men blir uppväckta av en Lockheed C-130 Hercules som passerar dem. Detta får överlevarna att ta sig till flygplatsen, genom stadens affärsdistrikt. Vid ankomsten upptäcker överlevarna att flygplatsen har blivit kraftigt bombat av militären, vilket gör att smittade piloter kraschar istället för att landa på flygplatsen. Startbanan är huruvida intakt och gör det möjligt för överlevarna att tanka upp en parkerad C-130 som de sedan flyr i.
Trots denna uppenbara räddning, så kraschar de återigen. Denna gång hamnar överlevarna utanför Allegheny National Forest. De traskar vidare på ett tågspår och kommer fram till en övergiven militärutpost. Där kallar de på räddning via en radio och får därefter kämpa sig mot horder av smittade, innan ett pansarskyttefordon anländer, och tar överlevarna till ett oinfekterat område. Dock blir överlevarna placerade i en militär anläggning istället, då det finns risk för att de kan bära på smittan. De hålls tillfälligt där av militären innan anläggningen också blir överflödad av smittade. De fyra överlevarna flyr via tåg söderut, på Bills begäran. Bill tror att de kan hitta en långsiktig säkerhet i Florida Keys.
De anländer vid en hamn i Rayford, där de hittar en båt. Dock måste de öppna en gammal och rostig bro, med hjälp av generatorer, för att få ut båten till öppet vatten. Under denna procedur skapas ett maskinbuller, både från broöppningen och generatorerna, vilket lockar en stor hord av smittade. Samtidigt som en av generatorerna slutar fungera, offrar Bill sig själv för att återstarta den, och resten av överlevarna når sin säkerhet. Efter detta möter de tre kvarvarande överlevarna andra överlevare (huvudpersonerna i uppföljaren Left 4 Dead 2). De åker med båten till andra sidan bron och hjälper de nya överlevarna att sänka bron tillbaka, så att de kan korsa den i deras bil. Slutligen går Louis, Zoey och Francis tillbaka till båten och sätter kurs mot Florida Keys-öarna.

## Spelupplägg
Left 4 Dead spelas i en förstapersonsvy där spelaren tar rollen som en av fyra överlevare. Om det inte finns fler mänskliga spelare, kommer de övriga överlevarna att istället styras av datorn via bottar. Överlevarna ska genom en kampanj kämpa sig mot de så kallade smittade (människor som har fått ett rabiesliknande virus och agerar som zombier). Dock är målet inte att rensa ut smittade, utan snarare att ta sig från ett område till ett annat och nå det säkra rummet. Ibland kan också målet vara att sig till ett område där överlevarna får kalla på räddning och vänta tills undsättning kommer. Spelet tar plats i typiskt urbana miljöer, centrerade mestadels kring övergivna städer, där överlevarna får skjutandes och slåendes ta sig till målet. Under spelets gång finns en "AI Director" (ett artificiell intelligens-system) som beroende på varje spelares aktuella situation, tillgodoser olika funktioner och objekt för att upprätthålla en konstant spänning och nya upplevelser under varje spelomgång. Det kan till exempel vara när nya smittade dyker upp och var vapen och andra förnödenheter placeras.
Spelet är huvudsakligen fokuserat på samarbete, då det finns många situationer i spelet då spelaren är hjälplös utan andra spelare eller överlevare. Exempelvis om en spelare har blivit nerslagen och ligger på marken, då måste den få hjälp för att komma upp på fötterna igen. Om en spelare inte direkt ser en annan överlevare, till exempel då en vägg är i mellan, visas istället överlevarens silhuett för spelaren, vilket hjälper spelarna att hålla ihop och samordna deras väg. En överlevare som har blivit nerslagen två gånger och utan att ha tidigare läkt, blir på den tredje gången dödad.
Om en överlevare dör under kampanjläget, finns det möjlighet för återupplivning i ett litet och stängt rum, men måste då bli utsläppt av en annan överlevare. Och om alla överlevare blir nerslagna samtidigt eller dör avslutas spelet med möjlighet att börja om från början på aktuell karta. Överlevare kan dela med sig av vissa förnödenheter sinsemellan och läka varandra. Överlevare kan också skada varandra (vådabekämpning), vilket tvingar spelare att vara försiktiga när de skjuter och samordna var de befinner sig. Genom en snabbmeny finns valbara kommandon som spelaren kan ropa ut, vilket underlättar kommunikation och organisering inom gruppen.
Left 4 Dead har fyra spellägen, varav ett kallas motståndarläge, där fyra andra spelare kan vara med och kontrollera de specialsmittade, och försöka hindra överlevarna från att klara sig igenom en kampanj.

### Överlevarna
Det finns fyra mänskliga spelfigurer i spelet, kallade överlevarna. Innan du börjar en kampanj kan du välja vem du vill spela som, men vem du väljer har ingen effekt på hur du kommer klara dig i spelet. De fyra överlevarna är:
- Francis (röst av Vince Valenzuela, modellerad efter Taylor Knox), en tatuerad motorcykel-knutte. I officiell media porträtteras han ofta med ett hagelgevär av någon sort. Officiell beskrivning:

"Stöddig, högljudd och ganska säker på att han är oförstörbar. Francis beter sig som om apokalypsen är världens största barfight. När viruset slog till samlade alla mat och gömde sig. Francis skaffade ett vapen och hade lite skoj. Inga snutar, ingen lag, ingen ordning. Om det inte vore för alla zombier skulle han nästan kunna vänja sig vid detta liv."
- Zoey (röst av Jen Taylor, modellerad efter Sonja Kinski), en college-student. I officiell media porträtteras hon ofta med två pistoler eller ett jaktgevär. Officiell beskrivning:

"Efter att ha tillbringat sin första termin med att sitta i sitt rum och titta på gamla skräckfilmer hade Zoey två val: Att sluta fåna runt och få bra betyg, eller hoppa av. Nu när planeten är överfylld av mordiska zombier, och alla hennes lärare är döda, har Zoey en enda vek tröst: Hon har i alla fall studerat det rätta ämnet."
- Louis (röst av Earl Alexander, modellerad efter Sean Bennett), en systemanalytiker på ett IT-företag. I officiell media porträtteras han ofta med en Uzi. Officiell beskrivning:

"Louis hade samlat mod för att sluta på sitt jobb som systemanalytiker vid hans företags IT-avdelning när ett virus spreds och förstörde världen. Nu har Louis nya mål, (att leva tillräckligt länge för att lyckas), och en del nya verktyg (vapen och vassa objekt) för att kunna klara av dem. Med lite tur så kommer han nog på hur hans nya ledning fungerar innan de får chansen att mörda honom."
- William "Bill" Overbeck (röst av Jim French, modellerad efter Bernard Fouquet), en tidigare green beret och Vietnamveteran. I officiell media porträtteras han ofta med en M-16. Officiell beskrivning:

"Det tog två händelserika resor till Vietnam, en handfull medaljer, ett knä fyllt med granatsplitter, och ett ärofyllt avsked innan det otänkbara hände: Bill fick slut på krig. Men nu har en armé av smittade förklarat krig mot mänskligheten. Efter årtionden av mållöst kringdrivande och meningslösa jobb har Bill fått tillbaka det enda han någonsin velat ha: En fiende att slåss emot."

### De smittade
De smittade är Left 4 Deads namn för vad som i grund och botten är zombier. De zombier som finns i spelet är baserade på zombierna från 28 dagar senare, en film som spelet tar mycket ifrån rent designmässigt. Zombierna är, i motsats till de långsamma typerna i Night of the Living Dead (1968) eller Half-Life, snabba, och kan skapa en farlig motståndare. De dör dock av ett välplacerat skott, vilket betyder att de kan hanteras lättvindigt var och en, men blir svårhanterliga i stora mängder.
Utöver detta finns fem speciellt muterade smittade som benämns som specialsmittade. Dessa har speciella egenskaper samt är smartare och kraftfullare än de vanliga smittade:
- Boomer är en mycket överviktig specialsmittad som kan spy galla mot överlevarna, vilket försämrar deras synfält i ett par sekunder samt drar till sig fler smittade. När denna varelse dör så sprängs den och de överlevare som står för nära blir täckt av gallan, vilket ger samma effekt som då Boomern kräks på någon. Boomern identifieras genom sina gurglande, gutturala ljud som den avger.

- Hunter kan liknas vid den snabba zombien i Half-Life 2. Huntern kan snabbt hoppa längre avstånd. Denna varelse hoppar på sina offer och sätter sig på dem samtidigt som den slår på och river i offret. Offret blir helt hjälplöst och måste då få hjälp av en lagkamrat för att få bort Huntern. Huntern kan identifieras på sitt morrande samt på huvtröjan som den är ensam om att ha. Huntern är även ensam om att ibland krypa fram på alla fyra.

- Smoker är en specialsmittad med en mycket lång pisk-liknande tunga som kan dra en överlevare bort från dennes lagkamrater för att sedan strypa den. När Smokern dör lämnar den efter sig ett moln av rök som försämrar synen på dem som utsätts för röken. Smokern kan identifieras genom sitt hostande och de gröna sporer som den avger.

- Tank är en enorm muskulös specialsmittad som kan slå iväg stora föremål, såsom bilar, sopcontainers och trästockar. Den kan även var den än befinner sig ta upp en bit av marken för att slänga den mot överlevarna. Denna varelse har ett mycket högt antal skadepoäng och anses därför vara den smittad som är farligast. Tanken identifieras genom sitt frustrerande morrande, att musiken ändras helt när man stöter på denne, samt att marken vid vissa tillfällen kan börja skaka.

- Witch är den enda av de specialsmittade som inte är tillgänglig för någon av spelarna att använda i motståndarläget. Hon är speciell på det sättet att hon förhåller sig neutral gentemot spelarna. En Witch hörs på långt avstånd på grund av hennes gråtande. Hon reagerar dock då spelarna lyser på henne med ficklampan, skjuter på henne eller kommer för nära. Om så händer, springer hon fram till den som stört henne och slår ner personen och börjar klösa med sina klor i offret. Musiken ändrar sig också ju närmare man befinner sig en Witch. Hon har även ett rött sken omkring sig där hon sitter gråtandes. Om hon lyckas döda sitt mål så flyr hon iväg, panikslagen. Enligt utvecklarnas kommentarer som finns i spelet så var det meningen att Witchen skulle anfalla alla överlevare samtidigt, men på grund av hennes styrka så kunde hon lätt slå ut en hel grupp och ansågs därför vara för farlig på det sättet.

#### Bortklippta specialsmittade
Screamer var en specialsmittad prototyp som ursprungligen skulle ha dykt upp i spelet. Idén med Screamern var att han skulle lura i mörka rum och gränder, liksom Witch, utan hänsyn till sin omgivning så länge han inte blev störd av överlevarna. Om detta hände skulle han springa ifrån dem i ett försök att gömma sig. Om han lyckades med detta skulle han avge ett skrik, vilket lockade fram en zombiehord som attackerade överlevarna. Eftersom Screamern bar en tvångströja så hade han inga möjligheter att utföra direkta attacker mot överlevarna själv. När en Screamer befann sig i närheten skulle spelarna höra hans psykopatiska "fnitter". Idén med Screamern släpptes dock eftersom han ansågs vara för svår och förvirrande att upptäcka och spåra bland en zombiemassa. Dess förmåga att locka fram horder gavs därefter istället till Boomern, genom sin galla. Screamerns fnitter hade redan spelats in innan idén släpptes, som istället gavs till Jockey i Left 4 Dead 2.

### Kampanjerna
Alla ursprungliga kampanjer är indelade i fem kapitel (kan också kallas nivåer eller kartor). Dessa kapitel sammanbinds med varandra genom säkra rum, vilka fungerar som uppehållsstationer där överlevarna kan läka, upprusta, återfå lagkamrater som har blivit dödade samt göra sig redo inför nästa kapitel. Under varje kampanjs sista kapitel måste överlevarna försvara sig mot flera och stora angrepp från de smittade, ända tills räddningen kommer (ofta någon transport som tar överlevarna därifrån).
Den 29 september 2009 släpptes ett nedladdningsbart innehåll med kampanjen "Krashkurs" som innehåller två nya kapitel. Ett annat nedladdningsbart innehåll släpptes den 5 oktober 2010 med den nya kampanjen "Uppoffringen" som innehåller tre kapitel. Dessa nya kampanjers kapitel innehåller ett antal alternativa rutter att följa med flera förnödenheter, vilket skapar ett mer icke-linjärt spel.
No Mercy – Mercy Beaucoup

I "Mercy Beaucoup" befinner du dig på taket till ett nergånget hyreshus i kärnan av den en gång blomstrande storstaden Fairfield, nu översvämmad av smittade. En megafon från en helikopter informerar överlevarna om att eventuella överlevande ska ta sig till taket på Mercy Hospital för att bli evakuerade via en helikopter. För att överlevarna ska ta sig dit måste de ta sig genom trånga gränder, öppna kloaker, ett sjukhus och horder av smittade.
Crash Course – Krashkurs

"Krashkurs" utspelar sig strax efter "Mercy Beaucoup", och fungerar som en sammanbindning mellan "Dödssiffra" och den kampanjen. Denna kampanjs handling baseras på borttaget material från grundspelet, där det var meningen att helikopterpiloten från "Mercy Beaucoup" hade gjort en räddning bland gatorna och blivit träffad av en smittad, varpå han så småningom började byta form i helikoptern med de fyra överlevarna i. Zoey upptäcker detta och skjuter piloten, vilket orsakar att de kraschar en liten bit från Riverside, och måste ta sig igenom några gränder och fram till ett bussgarage, där de upptäcker en liten pansrad leveransbil som de sedan flyr i fram till utkanten av Riverside.
Den engelska officiella beteckningen på kampanjen är "Crash Course", och den svenska officiella beteckningen på kampanjen är "Krashkurs". Dock är den svenska beteckningen felstavad. Crash Course skulle ordagrant ha blivit översatt till Kraschkurs, eller med tanke på den engelska innebörden, blivit översatt till Intensivkurs. Just ordet krash finns det ingen svensk definition på.
Death Toll – Dödssiffra

"Dödssiffra" utspelar sig en liten bit in i skogen mitt på en väg. Du ska ta dig till en liten småstad kallad Riverside via en tunnel, en kloak liknande den i "Mercy Beaucoup" och genom en övergiven järnvägsstation. Överlevarna tar sig till kyrkan där de möter den galne och smittade kyrkkillen. Därefter fortsätter de till ett båthus där de signalerar efter ett fiskefartyg.
Dead Air – Far och flyg

I denna kampanj ska överlevarna ta sig till en flygplats i staden Newburg, där de blir räddade av ett militärflygplan. De börjar inne i ett växthus. Överlevarna blir tvungna att springa runt uppe bland hustak, in på hotell, in på en byggarbetsplats, genom kontorsbyggnader och slutligen flygplatsen.
Blood Harvest – Blodig skörd

Överlevarna börjar i en liten glänta mitt i Alleghenys nationalskog. De måste följa ett järnvägsspår, till en bondgård där militären skyltar med att de evakuerar folk därifrån.
The Sacrifice – Uppoffringen

Överlevarna anländer vid en hamn i Rayford, där de hittar en båt. För att få ut båten till öppet vatten, måste de öppna en stor och gammal bro.

## Nedladdningsbart innehåll

### Survival Pack
Den 21 april 2009 släpptes spelets första nedladdningsbara innehåll, "Survival Pack", gratis på både PC och Xbox 360. Det innehåller en ny karta som utspelar sig vid och i ett fyrtorn. Kartan är bara tillgänglig för det nya spelläget överlevnad som också ingår. I det spelläget ska du överleva så länge som möjligt medan du slåss mot oändliga horder av smittade. "Far och flyg" samt "Dödssiffra" gjordes även spelbara i motståndarläget i samband med nedladdningsbara innehållet. Till PC-versionen släpptes samtidigt även verktyg som gör det möjligt att skapa egna kartor och kampanjer att spela.

### Crash Course
Den 4 augusti 2009 tillkännagav Valve att ett nedladdningsbart innehåll, titulerat "Crash Course", var under utveckling. Crash Course släpptes den 29 september, och kostar för närvarande 560 Microsoft Points på Xbox 360 och är en gratis uppdatering på PC. Crash Course innehåller den nya kampanjen "Krashkurs" som utspelas mellan "Mercy Beaucoup" och "Dödssiffra". Utöver en helt ny kampanj, ingår också två nya överlevnadsbanor, ny dialog för överlevarna, samt en uppgraderad AI-Director. Valve ville fokusera mer på motståndarläget i denna kampanj och den är därför mycket kortare än de andra kampanjerna, på bara två kapitel.

## Utveckling
Utvecklingen av Left 4 Dead startades någon gång i mitten av 2005. Turtle Rock Studios hade i avsikt att skapa ett skräckfilminspirerat spel som sammanfogar enspelarlägets rollberättelse med flerspelarlägets sociala interaktion och högt återspelningsvärde. Spelet avslöjades först under julen 2006 i PC Gamers utgåva i Storbritannien med en artikel på sex sidor som beskrev spelet. En teaser av spelet släpptes tillsammans med The Orange Box. Spelet var först spelbart på Showdown 2007 LAN i San Jose samt på QuakeCon 2007. Turtle Rock Studios tillkännagav Left 4 Dead den 20 november 2006 och blev uppköpta av Valve Corporation den 10 januari 2008 med avseende på spelet samt det långvariga förhållandet mellan företagen. Spelet öppnades upp för förköp på Valves Steam-system den 15 oktober 2008.
För att ge Left 4 Dead en betydande exponering, finansierade Valve en marknadsföringskampanj på 10 miljoner dollar i USA och Europa. Många av annonserna visades på tv, tidningar, webbplatser samt i utomhusmiljöer bland olika städer. Valve anordnade också en fototävling, kallad "Dude, where's my thumb?" (svenska: Mannen, var är min tumme?). Den som skickade in den bästa bilden, som involverade zombier eller utomhusreklam, vann en kopia av Left 4 Dead.

## Mottagande
| Mottagande                | Mottagande                  |
| Samlingsbetyg             | Samlingsbetyg               |
| Tjänst                    | Betyg                       |
| ------------------------- | --------------------------- |
| Gamerankings              | 89,44 % (X360) 89,43 % (PC) |
| Metacritic                | 89/100 (X360) 89/100 (PC)   |
| Recensionsbetyg           |                             |
| Publikation               | Betyg                       |
| Electronic Gaming Monthly | A- A A+                     |
| Eurogamer                 | 9/10                        |
| Gamespot                  | 8,5/10                      |
| Gamespy                   | 4,5/5                       |
| IGN                       | 9,0/10                      |
| Official Xbox Magazine    | 9,5/10                      |
| PC Gamer UK               | 93 %                        |
| TeamXbox                  | 9,1/10                      |
| X-Play                    | 5/5                         |
| Giant Bomb                | [ 40 ]                      |

Left 4 Dead fick mycket positiva recensioner från kritiker. På samlingsbetygswebbsidan Gamerankings fick spelet ett genomsnittligt betyg på 89,44 procent för Xbox 360, och 89,43 procent för PC (Microsoft Windows). På en annan samlingsbetygswebbsida, Metacritic, fick spelet ett genomsnittligt betyg på 89 av 100 både för Xbox 360 och PC. IGN uppgav: "Det är nästan helt perfekt i hur det fångar spänningen och handlingen från en Hollywood-zombiefilm" och fortsatte beskriva spelet som "mycket möjligt det perfekta kooperativa skjutspelet". Giant Bomb gav en kommentar om att spelmotorn Source börjar bli gammal, men prisade också spelets belysnings- och filmeffekter, och sa att de ger spelvärlden "en övergiven, utsliten känsla", liksom de realistiska och känslomässiga ansiktena samt den fängslande konstformgivningen. Eurogamer konstaterade att Left 4 Dead "är en annan djupt professionell, personlighetsfylld och progressiv tagning inom skjutgenren från Valve". Både IGN och Gamespot prisade spelets återspelningsvärde, dock kritiserade Gamespot det "begränsade karturvalet" som "ibland känns lite repetitiv". Gamespy framhävde en besvikelse över att det saknades en övergripande berättelse mellan kampanjerna. Andra recensenter lovordade spelets överensstämmelse med zombiefilmgenren, däribland den "medvetet tvetydiga" bakgrundshandlingen, samt de karaktärsdrag och känslor som varje överlevare har. Teamxbox kritiserade klippningsproblem (datorgrafikrelaterat), som skadar den annars "oerhört bra" visuella upplevelsen.

### Försäljning
Den 28 oktober 2008 rapporterade Valve att förhandsbokningar för Left 4 Dead hade gått om The Orange Box med 95 procent, efter att Steam hade startat igång förhandsbokningssystemet. Den 21 november 2008, dagen då spelet släpptes i Europa, utfärde Valve ett pressmeddelande om att Left 4 Dead hade överskridit The Orange Box i förhandsbeställningar med över 160 procent. Xbox 360-versionen av Left 4 Dead var det sjunde bästsäljande spelet i USA (över 629 000 exemplar) under december 2008. Den 3 februari 2009 avslöjade Electronic Arts att spelet, både för PC och Xbox 360, hade sålts i 1,8 miljoner exemplar. Detta omfattar dock varken Steamversionen eller hela världen. Den 26 mars avslöjade Mike Booth, under en presentation på Game Developers Conference 2009, att Left 4 Dead hade överskridit 2,5 miljoner försäljningar i detaljhandeln. Den 24 september 2009 meddelade Valve att nästan 3 miljoner exemplar av spelet hade sålts. Den 10 maj 2011 nämnde Doug Lombardi att spelet och dess uppföljare har sålt 3 miljoner exemplar, var för sig, på Xbox 360. Den 11 augusti 2011, i en telefonintervju med Giant Bomb, sa Chet Faliszek att spelserien har sålt i över 11 miljoner exemplar totalt.

### Utmärkelser
Under 2008 mottog Left 4 Dead flera erkännanden som ett av de bästa flerspelar- och datorspelen, från olika organisationer och publiceringar. Spelet fick titeln Best Multiplayer Game of 2008 av IGN, Gamespy, Spike TV, Nofrag och BAFTA. Spelet fick också titeln Computer Game of the Year av AIAS, Spike TV och Bit-tech. Andra utmärkelser som Left 4 Dead har fått är:
- Outstanding Achievement in Online Gameplay från AIAS.[12]
- Best Use of Sound 2008 för PC-versionen, från IGN.[60]
- Best Shooter 2008 från IGN.[61]
- Gamespot's Best Games of 2008: Best Cooperative Multiplayer från Gamespot.[62]
- Gamespot's Best Games of 2008: Best Shooting Games från Gamespot.[63]